# バニラな毎日
『バニラな毎日』（バニラなまいにち）は、賀十つばさによる日本のスイーツ小説。幻冬舎から2021年（令和3年）6月に単行本、2023年（令和5年）4月、8月に文庫本が2巻刊行された。
2025年1月よりNHK総合「夜ドラ」枠で放送された。

## 登場人物
白井葵
主人公。

佐渡谷真奈美

## 書誌情報
- 賀十つばさ『バニラな毎日』
  - 単行本：2021年6月30日発売[2]、幻冬舎、ISBN 978-4-344-03780-9
  - 文庫本：2023年4月6日発売[3]、幻冬舎文庫、ISBN 978-4-344-43284-0
- 賀十つばさ『バニラなバカンス』
  - 単行本：2023年8月4日発売[4]、幻冬舎文庫、ISBN 978-4-344-43309-0

## テレビドラマ
2025年1月20日からNHK総合「夜ドラ」枠で放送。主演は蓮佛美沙子。
ドラマが放送された週の金曜日に洋菓子のレシピが公式サイトで公開されている。

### キャスト

#### 主要人物
白井葵（しらい あおい）
演 - 蓮佛美沙子（幼児期：森田音初、幼少期：小林咲花）
主人公。パティシエ。真奈美と共に「たった一人のためのお菓子教室」を開く。
佐渡谷真奈美（さどや まなみ）
演 - 永作博美
料理研究家。
秋山静（あきやま しずか）
演 - 木戸大聖
ロックミュージシャン。チョコレートケーキの一種である「オペラ」を作るためにお菓子教室に現れる。

#### 周辺人物
順子（じゅんこ）
演 - 土居志央梨
職業は外資系コンサルタント。東大卒業。「フルーツタルトを作りたい」と現れる。
優美（ゆみ）
演 - 伊藤修子
お菓子教室の生徒。なぜか迷彩服姿で現れる。あまり甘い物は食べない。
結杏（ゆあん）
演 - 和合由依
お菓子好きの高校生。
結杏の母
演 - 中島ひろ子

葵の母
演 - 筒井真理子（30代：谷村美月）

#### ゲスト
複数話の出演者の表示は（＜通常出演(初登場話以外)＞｜＜回想出演＞）とする。

##### 第1回
元同僚
演 - 菊地彩香（第7回・第22回｜第21回）
田中
演 - 川瀬真理（第23回｜第21回）
カフェのマネージャー
演 - 板倉チヒロ（第4回｜第21回）
コンビニ店長
演 - 湯浅崇（第4回）

##### 第2回
自転車屋の店主
演 - 南谷峰洋（第4回）

##### 第4回
大家
演 - 海原はるか（第22回｜第5回）
明日香
佐渡谷の姪。カウンセラー。
演 - 大橋梓（第6回・第30回・第31回）

##### 第5回
秋山のファン
演 - 笠間優里（第6回・第23回）、宇野桃奈（第6回・第23回）

##### 第6回
秋山の元カノ
演 - 森口幸音

##### 第7回
白井の過去の職場のシェフ
演 - 橘義

##### 第10回
優美の母
演 - 宮田圭子（第11回・第12回）（過去：馬塲由貴）
岩下
岩下純平の妻。パン屋で働いている。
演 - 飯島順子（第12回・第21回｜第16回）

##### 第17回
三沢
演 - 大八木凱斗（第30回・第31回｜第18回・第20回・第21回・第22回）
三沢の過去の声
演 - 櫻井忍、田村将之

##### 第18回
ヴィクトー
演 - マッシモ・ビオンディ（第25回・第26回・第31回・最終回）

##### 第21回
岩下純平
パン屋の商品開発部。
演 - 野田晋市
山田
パン屋の商品開発部。
演 - 香月ハル

##### 第22回
インタビュー先の店主
演 - 吉田真由、小堀正博

##### 第24回
香澄
演 - 山下桐里（第26回・第30回・第31回・最終回｜第25回）
香澄の弟
演 - 宇治本竜ノ助（＜回想＞第25回）

##### 第26回
医師
演 - 山田裕

##### 第27回
医師
演 - 郷原慧

### スタッフ
- 原作 - 賀十つばさ『バニラな毎日』『バニラなバカンス』[1]
- 脚本 - 倉光泰子[1]
- 音楽 - jizue[1]
- 主題歌 - SUPER BEAVER「涙の正体」[5] 挿入歌 - SUPER BEAVER「片想い」[7]
- 制作統括 - 熊野律時[1]
- プロデューサー - 二見大輔[1]
- 演出 - 一木正恵、安達もじり、押田友太、影浦安希子[1]
- 製菓指導 - 山田真優美、山田健吾（スイーツ研究所Unité）[8]
- メインビジュアル撮影 - 平野愛
- 撮影 - 岩崎亮、関照男、石原勇太、田中康彦
- 美術 - 淀裕矢、前原清花、向理沙
- 編集 - 鈴木真一、上嶋皓之
- 記録 - 古谷まどか
- スタイリスト(白井・佐渡谷・秋山)  - 矢島世羅
- 大阪ことば指導 - 川瀬真理
- 心理考証 - 関根友実
- 歌唱指導 - 中山浩佑

### 放送日程
| 週    | 放送日  | 回 | 演出                |
| ----- | ------- | -- | ------------------- |
| 第1週 | 1月20日 | 01 | 一木正恵            |
| 第1週 | 1月21日 | 02 | 一木正恵            |
| 第1週 | 1月22日 | 03 | 一木正恵            |
| 第1週 | 1月23日 | 04 | 一木正恵            |
| 第2週 | 1月27日 | 05 | 一木正恵            |
| 第2週 | 1月28日 | 06 | 一木正恵            |
| 第2週 | 1月29日 | 07 | 一木正恵            |
| 第2週 | 1月30日 | 08 | 一木正恵            |
| 第3週 | 2月03日 | 09 | 安達もじり          |
| 第3週 | 2月04日 | 10 | 安達もじり          |
| 第3週 | 2月05日 | 11 | 安達もじり          |
| 第3週 | 2月06日 | 12 | 安達もじり          |
| 第4週 | 2月10日 | 13 | 安達もじり          |
| 第4週 | 2月11日 | 14 | 安達もじり          |
| 第4週 | 2月12日 | 15 | 安達もじり          |
| 第4週 | 2月13日 | 16 | 安達もじり          |
| 第5週 | 2月17日 | 17 | 一木正恵 影浦安希子 |
| 第5週 | 2月18日 | 18 | 一木正恵 影浦安希子 |
| 第5週 | 2月19日 | 19 | 一木正恵 影浦安希子 |
| 第5週 | 2月20日 | 20 | 一木正恵 影浦安希子 |
| 第6週 | 2月24日 | 21 | 押田友太            |
| 第6週 | 2月25日 | 22 | 押田友太            |
| 第6週 | 2月26日 | 23 | 押田友太            |
| 第6週 | 2月27日 | 24 | 押田友太            |
| 第7週 | 3月03日 | 25 | 押田友太            |
| 第7週 | 3月04日 | 26 | 押田友太            |
| 第7週 | 3月05日 | 27 | 押田友太            |
| 第7週 | 3月06日 | 28 | 押田友太            |
| 第8週 | 3月10日 | 29 | 一木正恵            |
| 第8週 | 3月11日 | 30 | 一木正恵            |
| 第8週 | 3月12日 | 31 | 一木正恵            |
| 第8週 | 3月13日 | 32 | 一木正恵            |

| NHK総合 夜ドラ                                              | NHK総合 夜ドラ                           | NHK総合 夜ドラ                                          |
| 前番組                                                      | 番組名                                   | 次番組                                                  |
| ----------------------------------------------------------- | ---------------------------------------- | ------------------------------------------------------- |
| コトコト〜おいしい心と出会う旅〜 （2025年1月6日 - 1月16日） | バニラな毎日 （2025年1月20日 - 3月13日） | ワタシってサバサバしてるから2 （2025年5月5日 - 6月5日） |